# Cardiochiles turkestanicus
Cardiochiles turkestanicus är en stekelart som beskrevs av Telenga 1955. Cardiochiles turkestanicus ingår i släktet Cardiochiles och familjen bracksteklar. Inga underarter finns listade.